# Timana obrussoides
Timana obrussoides är en fjärilsart som beskrevs av Embrik Strand 1918. Timana obrussoides ingår i släktet Timana och familjen mätare. Inga underarter finns listade i Catalogue of Life.